# 刘鍏成
刘鍏成，中国职业足球运动员，司职中场、前卫，现时效力于中超球队青岛海牛。

## 职业生涯

### 青岛中能
2016年，刘鍏成进入至青岛中能一线队，并在2016年中国足协杯中获得两次出场机会。

### 辽宁沈阳城市
2022年9月1日，刘鍏成租借加盟辽宁沈阳城市。当季，刘鍏成交出了17场，3球的成绩。赛季结束后，刘鍏成返回球队。